# Ready Teddy
"Ready Teddy" ("Listo Teddy") es una canción escrita por John Marascalco y Robert Blackwell, y que Little Richard interpretó por primera vez en 1956.  Elvis Presley también versionó el tema poco después 

## Versión de Little Richard
El músico Little Richard cantó y tocó el piano en la grabación, respaldado por una banda formada por Lee Allen (saxofón tenor), Alvin "Red" Tyler (saxo barítono), Edgar Blanchard (guitarra), Frank Fields (bajo) y Earl Palmer (batería).
Desde entonces, ha sido versionada por Elvis Presley, Buddy Holly, The Tornados, Tony Sheridan y otros, convirtiéndolo en una especie de estándar del rock and roll. 

## Versión de Elvis presley
Puesto que los nuevos sonidos que se estaban gestando en ese momento sonaban demasiado afroamericano en manos de Chuck Berry o Little Richards, quienes aún se mantenían más cercanos al rhythm and blues siendo considerados artistas de ese género apenas unos años antes o resultaba aún demasiado blando y blanco en manos de Bill Halley, Elvis logró enmendar esas divisiones, logrando un producto lo suficientemente negro como para no perder sus orígenes afroamericanos y a la vez lo suficientemente blanco como para conquistar al nuevo público. 
Presley grabó la canción junto a su banda de apoyo el 3 de septiembre de 1956 en Radio Recorders, Hollywood, California, Elvis apotó su voz y la guitarra rítmica acústica, mientras que el resto de los músicos que lo acompañaron en dicha sesión fueron Scotty Moore en guitarra eléctrica, Bill Black en el contrabajo, Gordon Stoker en el piano y The Jordanaires en los coros. El tema formó parte del segundo álbum de Presley llamado simplemente Elvis lanzado al mercado ese mismo año. 
La composición, que resultó una canción de rock and roll dinámico, recibió su mayor reconocimiento en la noche del 9 de septiembre de 1956, cuando Presley, junto a los músicos con los que había grabado el tema, la cantó frente a unos 60 millones de espectadores durante su primera aparición en The Ed Sullivan Show en CBS, una transmisión que recibió un porcentaje de participación en Trendex de 82,6, el mayor jamás obtenido en la historia de la televisión estadounidense.

## En la cultura popular
Más tarde Ready Teddy se utilizó en La Dolce Vita (1960) de Federico Fellini como una versión del rockero y actor italiano Adriano Celentano.